# Кабаты
Кабаты — дворянский род, выходцы из Венгрии, попавшие в Россию в начале XVII века и получившие впоследствии русское подданство и дворянство.
Представители рода:
- Павел Иванович Кабат (1806—1877)
- Фаддей Иванович Кабат (1807—?) — штаб-лекарь, член общего присутствия медицинского департамента военного министерства. Его жена, Ольга Ивановна (1816—1900), была похоронена на Кузьминском кладбище[1]; у его дочери Марии, которая была замужем за Андреем Павловичем Нарановичем, родился сын Арсений (1875—1941) — дипломат, в 1917—1920 гг. был консулом в Милане.
- Андрей Иванович Кабат (1807—1842)
- Иван Иванович Кабат (1812—1884) — лейб-окулист Александра II.
- Иван Иванович Кабат (1843—1902) — сын офтальмолога И. И. Кабата, гофмейстер Высочайшего Двора, тайный советник и сенатор.
- Кабат, Александр Иванович (1848—1917) — финансист[2] и общественный деятель[3], кавалер ордена Святого Александра Невского (03.12.1916).

## Описание герба
В.у. 22 апреля 1860 г. герб Кабата Ивана, действительного статского советника:
В лазоревом поле вправо золотой гриф с червлёными глазами и языком, поверх всего серебряная перевязь слева, обремененная вверху золотой пятиконечной звездой.
На щите дворянский коронованный шлем. Нашлемник: взлетающий чёрный орёл с красными глазами и языком, держащий в левой лапе диагонально вверх вправо золотую трубу. Намёт справа голубой с золотом, слева красный с серебром.